# Nymphalis epione
Nymphalis epione är en fjärilsart som beskrevs av Fischer 1895. Nymphalis epione ingår i släktet Nymphalis och familjen praktfjärilar. Inga underarter finns listade i Catalogue of Life.